# Pius N'Diefi
Pius Sielenu N'Diefi (Douala, 5 de julho de 1975) é um ex-futebolista camaronês. Antes de parar de jogar, no início de 2010, era atleta do Jeunesse Sportive Saint-Pierroise, da Ilha de Reunião, pertencente à França.

## Carreira
N'Diefi se profissionalizou no PWD de Bamenda, em 1992. E logo foi contrato ao RC Lens.

## Seleção
N'Diefi fez parte da Seleção Camaronesa na Copa do Mundo de 2002.  Participou, também, das Copas das Nações Africanas de 2000, 2002 e 2004, sendo que nas duas primeiras sua equipe foi campeã.

## Títulos
Camarões
- Copa das Nações Africanas: 2000 e 2004
- Copa das Confederações de 2003: Vice-campeão